# George Kambosos Jr.
George Kambosos Jr. (Sydney, 14 giugno 1993) è un pugile australiano.
Soprannominato Ferocious oppure The Emperor ("l'Imperatore"), è stato detentore dei titoli mondiali IBF, WBA Super, WBO e The Ring dei pesi leggeri dal 2021 al 2022

## Biografia
Nato a Sydney da genitori di origine greca, i suoi nonni paterni emigrarono in Australia dalla città di Sparta. Afflitto da problemi di obesità sin dalla tenera età e per questo vittima di bullismo, a 11 anni il padre lo iscrive a una scuola di pugilato. Nel corso della sua adolescenza pratica anche la disciplina del rugby, ma il successo sotto la tutela dell'allenatore Ricky Stuart lo spinge a perseguire la carriera nell'antico sport da combattimento.
Durante la carriera amatoriale disputa un totale di 100 incontri, vincendone 85.

## Carriera professionale
Kambosos ha fatto il suo debutto nel pugilato professionistico nel maggio 2013, all'età di 19 anni, quando ha affrontato il combattente filippino Jayson Mac Gura ed è stato vittorioso tramite un knockout tecnico al secondo round. Nel dicembre 2016, ha conquistato il titolo WBA Oceania battendo il numero nove del mondo Brandon Ogilvie. Ha poi affrontato Qamil Balla nel maggio 2017, che ha sconfitto con decisione unanime in un combattimento di dieci round. Cinque mesi dopo, ha battuto Krai Setthaphon nel nono round e ha vinto i titoli WBA Oceania e IBF Pan Pacific nella divisione leggera. Nel giugno 2017, Kambosos è stato nominato da Manny Pacquiao come suo principale sparring partner in preparazione perla lotta con Jeff Horn ed è rimasto il principale sparring partner di Pacquiao per i suoi combattimenti anche dopo Horn. Nell'aprile 2018, Kambosos ha firmato un contratto promozionale con DiBella Entertainment. Nel maggio 2018, ha fatto il suo debutto negli Stati Uniti e ha battuto Jose Forero in appena 1 minuto e 48 secondi. Il 19 gennaio 2019, Kambosos ha sconfitto Rey Perez all'MGM Grand di Las Vegas nell'undercard di Manny Pacquiao contro Adrien Broner con decisione unanime nel suo secondo incontro sul suolo statunitense. Il 7 giugno ad Atene, Kambosos è tornato nella sua terra natale, la Grecia, e ha eliminato il venezuelano 11-2 (9 KO) Richard Pena nel sesto round di fronte al Galatsi Olympic Hall.

### Kambosos contro Bey
Il 14 dicembre 2019, Kambosos ha affrontato il suo avversario più duro, l'ex campione dei pesi leggeri IBF, Mickey Bey. Ha vinto l'incontro per decisione divisa sul undercard di Terence Crawford vs Egidijus Kavaliauskas. 

### Kambosos contro Selby
Il 31 ottobre 2020, Kambosos ha sconfitto l'ex campione IBF dei pesi piuma Lee Selby per decisione divisa alla SSE Arena di Londra. La vittoria su Selby fece di Kambosos lo sfidante obbligatorio per il titolo IBF dei pesi leggeri. 

### Kambosos contro López
Il 9 gennaio 2021, l'IBF ha ordinato al campione unificato dei pesi leggeri imbattuto Teófimo López di difendere i suoi titoli contro Kambosos, il loro contendente numero uno e sfidante obbligatorio. La lotta era inizialmente fissata per il 5 giugno 2021 al LoanDepot Park di Miami, in Florida, prima di essere rinviata più volte, a causa di complicazioni che coinvolgono López che ha contratto il COVID-19, e controversie sulla sede della lotta. La lotta era andata ad aggiudicazione che fu vinta da Trillercon un'offerta vincente di oltre 6 milioni di dollari. Tuttavia, il 6 ottobre, è emerso che l'IBF aveva trovato Triller inadempiente al suo obbligo contrattuale di organizzare l'incontro e che i suoi diritti sarebbero stati assegnati al secondo miglior offerente, Matchroom di Eddie Hearn, e l'incontro è stato mostrato in diretta esclusivamente su il servizio di streaming DAZN. Kambosos ha vinto l'incontro con la decisione divisa di diventare il nuovo campione del mondo unificato dei pesi leggeri. Un giudice ha avuto 114-113 per López, mentre gli altri due giudici hanno segnato l'incontro 115-112 e 115-111 a favore di Kambosos.